# Grāveri
Grāveri – wieś na Łotwie, w krainie Kurlandia, w novadsie Kuldyga. Według danych na rok 2005, miejscowość zamieszkiwało 15 osób.